# Анна Сфорца
Анна Марія Сфорца (21 липня 1476, Мілан — 30 листопада 1497, Феррара) — італійська дворянка, перша дружина Альфонсо I д'Есте, майбутнього герцога Феррари. Друга законна дочка Галеаццо Марія Сфорца, герцога Мілана і  його другої дружини, Бони Савойської.

## Біографія

### Сім'я і походження
Була другою дочкою і останньою законною дитиною Галеаццо Марія Сфорца, герцога Мілана і його другої дружини Бони Савойської, з якою він одружився у 1468 році, через рік після смерті своєї першої дружини Доротеї Гонзаги, яка не народила від нього дітей. Дідусем та бабусею Анни по батьківській лінії були Франческо I Сфорца і Бьянка Марія Вісконті. По матері бабусею й дідусем були Людовик, герцог Савойський і Анна де Лузіньян з Кіпру, на честь якої її назвали. Вона мала двох старших братів: Джан Галеаццо Сфорца (який одружився з своєю двоюрідною сестрою Ізабеллою з Неаполя) і Гермес Марію Сфорца, маркіза Тортона і старшу сестру Б'янку Марію, другу дружину Максиміліана I Римського імператора. Також мала старшу сестру Катерину Сфорца від позашлюбного зв'язку її батька з Лукрецією Ландріані. Її дядьком був Людовіко Сфорца II Моро, герцог Мілана, одружений з Беатрісе д'Есте, а її тіткою була Іпполіта Марія Сфорца, перша дружина короля Неаполя Альфонсо II.
Коли Анні було всього п'ять місяців, коли 26 грудня 1476 року в день святого Стефана її батько був убитий в церкві Санто-Стефано в Мілані. Його зарізали троє високопоставлених чиновників міланського двору.

### Шлюб
У 1477 році Анна була заручена з Альфонсо, спадкоємцем Ерколе I д'Есте, герцога Феррари. Весілля відбулося через 14 років, 12 січня 1491 року, серед бенкетів, прийомів і театральних вистав. Шлюб не був щасливим: нежіночна Анна весь час одягалась як чоловік, відмовлялася від подружнього ложа, віддавала перевагу компанії жінок і проводила кожен вечір з маленькою чорношкірою рабинею.
Тільки після шести років шлюбу Анна нарешті завагітніла, але померла під час пологів;  деякі джерела повідомляли, що її дитина, син, помер відразу після хрещення; інші сказали, що він вижив, був названий Алессандро і помер в 1514 році у 17-річному віці. Вона була похована в монастирі Сан-Віто, благодійницею якого була. Її чоловік не зміг взяти участь у її похороні, через обличчя було спотворене сифілісом.
Її смерть ознаменувала кінець зв'язків між сім'ями Сфорца та Есте. Альфонсо одружився вдруге з Лукрецією Борджіа в 1502 році.